# 4642 Марчі
4642 Марчі (4642 Murchie) — астероїд головного поясу, відкритий 23 серпня 1990 року.
Тіссеранів параметр щодо Юпітера — 3,182.